# شهرستان لمپسس (تگزاس)
شهرستان لمپسس، تگزاس (به انگلیسی: Lampasas County, Texas) یک سکونتگاه مسکونی در ایالات متحده آمریکا است که در تگزاس واقع شده‌است.

## خصوصیات
شهرستان لمپسس ۱٬۸۴۹٫۲۶ کیلومترمربع مساحت دارد.